# (33239) 1998 GO9
1998 GO9 (asteroide 33239) é um asteroide da cintura principal. Possui uma excentricidade de 0.17932280 e uma inclinação de 15.48901º.
Este asteroide foi descoberto no dia 2 de abril de 1998 por LINEAR em Socorro.